# Toronyvédő játék
A toronyvédő játék (angolul: tower defense) egy videójáték-műfaj. A cél, hogy a játékos tornyok építésével megakadályozza, hogy az ellenfelek eljussanak egy bizonyos pontig. Az első ilyen játék az Altari Game által kiadott Rampart volt.

## A játék elve

### Ellenfelek
Az ellenfelek (angolul: creep) különböző számú és méretű csoportokban jelennek meg adott bemeneti helyeken, és megpróbálnak az adott kimeneti helyeken kimenni a térképről. Ha elég (egyes esetekben akár csak 1) ellenfélnek sikerül ez, a játékos veszít. A legtöbb játékban az ellenfelek nem károsítják vagy rombolják a játékos eszközeit.
Az egyes ellenfelek meghatározott számú találati ponttal és meghatározott sebességgel rendelkeznek. Rendelkezhetnek további tulajdonságokkal, például ellenállással. Az alábbi ellenfelek megtalálhatók számos játékban:
- Normál ellenfelek: a legegyszerűbb ellenféltípus. A földön mozognak, így az egyes eszközöket a labirintusépítő játékokban meg kell kerülniük.
- Repülő ellenfelek: a levegőn mozognak, így speciális eszközöket igényelnek. Labirintusépítő játékokban egyenesen, az eszközök felett haladhatnak.
- Ellenálló ellenfelek: bizonyos támadásoknak ellenállnak, különböző rendszerekből álló rugalmas védelmet igényelve.
- Gyors ellenfelek: a többi ellenfélnél sokkal gyorsabban haladnak, így az egyes védelmi elemekhez csak rövid ideig vannak közel. Teljes területet betöltő védelemmel lehet rájuk válaszolni.
- Főellenfelek: erősebb, gyakran egyedül vagy nagyon kis csoportokban megjelenő ellenfelek, a többieknél több találati ponttal és adott esetben más tulajdonságokkal.

### Védőrendszerek
A védőrendszereknek majdnem minden esetben van egy meghatározott tartományuk és lövésgyakoriságuk, továbbá meghatározott értékű találatokat adnak. A legtöbbjük játékpénz vagy tapasztalati pontok ellenében feljavítható, ami jelentheti egy tulajdonság javítását és egy általános javítást is. Ezeket gyakran a játékfajtának megfelelően típusuknak megfelelően nevezik el. Így előfordulhatnak egy vagy több ellenfelet egy meghatározott hatáskörben sebezni képes, adott körben minden ellenfelet sebző vagy meghatározott ellenálló ellenfeleket sebezni képes rendszerek.
Ezenkívül létezhetnek az ellenfeleket lassító vagy megállító, mérgező vagy (ritkábban) áthelyező védelmi rendszerek is.

## Fordítás
Ez a szócikk részben vagy egészben  a   Tower Defense című német Wikipédia-szócikk ezen változatának fordításán alapul.  Az eredeti cikk szerkesztőit annak laptörténete sorolja fel. Ez a jelzés csupán a megfogalmazás eredetét és a szerzői jogokat jelzi, nem szolgál a cikkben szereplő információk forrásmegjelöléseként.